# Pipotiazină
Pipotiazina este un antipsihotic tipic derivat de fenotiazină, fiind utilizat în tratamentul schizofreniei și psihozelor. Căile de administrare disponibile sunt orală și intramusculară.